# 증조부모
증조부모는 부모의 부모의 부모를 일컫는 말이다. 즉 부모의 조부모가 증조부모이며 반대로 할아버지의 부모도 증조부모이다.증조부모의 부모는 고조부모라고 호칭한다.

## 호칭
- 아버지의 아버지의 아버지 : (친)증조부, (친)증조할아버지
- 아버지의 아버지의 어머니 : (친)증조모, (친)증조할머니
- 아버지의 어머니의 아버지 : 진외증조부, 진외할아버지
- 아버지의 어머니의 어머니 : 진외증조모, 진외할머니
- 어머니의 아버지의 아버지 : 외증조부, 외증조할아버지
- 어머니의 아버지의 어머니 : 외증조모, 외증조할머니
- 어머니의 어머니의 아버지 : 외외증조부, 외외할아버지
- 어머니의 어머니의 어머니 : 외외증조모, 외외할머니

## 같이 보기
- 고조부모
- 조부모
- 부모
- 형
- 누나